# Germán Olano Becerra
Germán Olano Becerra (Duitama, 21 de junio de 1961) es un abogado y político colombiano; entre 2008 y 2010 se desempeñó como representante a la Cámara por Bogotá, elegido con la votación más alta del Partido Liberal Colombiano, en ese periodo integró la Comisión Primera Constitucional y la Comisión de Investigación y Acusación; fue vocero del Partido Liberal en la Cámara de Representantes, elegido unánimemente por todos los integrantes de la Bancada para el periodo 2007-2008. Se postuló para el cargo de senador por el mismo partido para el periodo del 2010 al 2014 pero no fue elegido. 
En junio de 2010, una grabación filtrada por Caracol Radio entre Olano y un contratista del Grupo Nule lo involucró, junto al entonces contralor de Bogotá Miguel Ángel Moralesrussi, en el escándalo del Cartel de la contratación por un irregular cobro de comisiones por obras de infraestructura vial que se adelantaban en Bogotá. El 25 de febrero de 2011 Olano fue destituido e inhabilitado por 12 años por la Procuraduría General de la Nación.

## Biografía
Estudió su primaria en el Colegio Sugamuxi y se graduó como bachiller del Colegio Reyes Patria de Sogamoso; cursó estudios universitarios en la Universidad Externado de Colombia, donde recibió el título de Abogado, con tesis de Grado titulada “La Responsabilidad Civil Extracontractual del Estado”.
Dentro de los estudios adelantados por Germán Olano se destacan; Especializado en Gestión Pública e Instituciones Administrativas de la Universidad de los Andes; Magíster en Ciencias Políticas, de la Pontificia Universidad Javeriana; Especializado en Gestión y Administración Pública, de la Universidad Complutense de Madrid; estudios de Alto Gobierno de la Universidad de Los Andes (Colombia).
Ha sido Catedrático de Maestría en Ciencias Políticas, en la Pontificia Universidad Javeriana y de la Universidad de los Andes.
Dentro de los cargos de representación que profesionalmente ha desempeñado se destacan: 
- Representante a la Cámara por Bogotá, y como Miembro de la Comisión Primera Constitucional.

- Miembro de la Comisión de Investigación y Acusación

- Vocero del Partido Liberal en la Cámara de Representantes, elegido unánimemente por todos los integrantes de la Bancada para el periodo 2007-2008.

- Elegido Concejal de Bogotá, por tres periodos consecutivos, en los cuales fue Presidente de ésta Corporación durante dos oportunidades y de la misma manera Presidente de la Comisión Segunda Permanente de Gobierno.

- Fue elegido Popularmente Presidente del Directorio Distrital del Partido Liberal Colombiano en Bogotá.

Dentro los cargos Administrativos que se ha ejercido, se destacan: 
Subgerente Comercial del IDEMA 1995.
- Presidente de la Junta Directiva de la Bolsa Nacional Agropecuaria, (1994 – 1995).
- Presidente y Vicepresidente de la Junta Directiva de la Empresa de Energía Eléctrica de Bogotá, (1991 – 1993).
- Presidente de la Junta Directiva del Departamento Administrativo de Bienestar Social de Bogotá, (1991 – 1992).
- Presidente de la Junta Directiva del Fondo de Educación y Seguridad Vial “FONDATT”, (1991 – 1992).
- Presidente de la Junta Directiva de la Terminal de Transportes de Bogotá, (1991 – 1992.
- Auditor Nacional ante el Instituto Colombiano de Hidrología Meteorología y Adecuación de Tierras HIMAT, 1990.
- Responsable de la Unidad de Indagación Preliminar del Distrito Judicial de Santa Rosa de Biterbo, (1987 – 1988).
- Abogado de la Oficina Jurídica del Departamento de Boyacá, 1987.
- Juez Promiscuo del Municipio de Corrales Boyacá, 1984.

## Condena por corrupción en el Carrusel de Contratación en Bogotá
Olano Becerra ha sido involucrado en diferentes escándalos de corrupción en Bogotá, y específicamente en el Carrusel de Contratación en Bogotá. 
En 2011, y por este motivo, Olano fue destituido e inhabilitado por 12 años por la Procuraduría General de la Nación en 2011.
En noviembre de 2013, se conoció nueva información en contra del ya destituido concejal. Olano Becerra fue acusado por Manuel Nule, condenado contratista, de recibir irregularmente una suma de más de $3,000 millones de pesos conjuntamente con Julio Gómez, otro implicado en el carrusel. Este monto se habría obtenido como comisión ilegal en contraprestación por la asignación del contrato de la Calle 26 en Bogotá a los contratistas Nule.

## Reconocimientos
Previo a su condena por delitos de corrupción, Olano Becerra había recibido los siguientes reconocimientos, la mayoría obtenido en la década de los noventa:
- Representante para recibir el Premio Príncipe de Asturias en 1999, en Oviedo, España.

- Condecorado por el Congreso de la Unión de Ciudades Capitales Iberoamericanas “UCCI", en la ciudad de Madrid España en octubre de 1999.

- Condecoración conferida por el Ministerio del Interior del Gobierno Francés, París abril de 1999.

- Condecoración conferida por el Concejo de Bogotá en el Grado de Gran Cruz de la Orden Civil al Mérito “José Acevedo y Gómez” y de la Cruz de Plata en la Orden “José Acevedo y Gómez” conferida por el mismo Cuerpo Colegial.

- Condecorado por la Pontificia Universidad Javeriana, Facultad de Ciencias Políticas, como Alumno Sobresaliente en la Maestría de Ciencias Políticas.

- Condecorado por la Organización “La Democracia Latinoamericana”, como joven Demócrata, marzo de 1993.

- Ejecutivos sobresalientes de Boyacá 2009, en nombre de la Organización "Premio al Mérito Ejecutivo".